# ヒュー・トムソン・カー
ヒュー・トムソン・カー（英語: Hugh Thomson Kerr、1872年2月11日 - 1950年6月27日）は、カナダ生まれで、アメリカ合衆国で活躍した宗教家である。
ヒュー・トーマス・カア、ヒュー・テーケル、ヒュー・テー・ゲルなどの日本語表記も見られる。カナダのトロント大学で学び、その後アメリカに移り、ペンシルバニア州、ピッツバーグの神学校で学んだ。神学校卒業後、カンザス州とイリノイ州で牧師を務め、ピッツバーグのシャディサイド長老教会（1913-46）で長老派の聖職者に任じられた。ラジオ、テレビなどによる大規模な宣教活動の開拓者として知られている。

## 著作
- カア博士 著, 森渓川 訳『神様と私』(童話説教集 第1編) [5]文書堂 1933年
- カア博士 著, 森渓川 訳『外国伝道者物語』(童話説教集 第2編) 文書堂 1933年
- カア博士 著, 森渓川 訳『牢獄の花』 (童話説教集 第3編)文書堂 1934年
- カア博士 著, 森渓川 訳『神様は何処に』 (童話説教集 第5編)文書堂 1935年
- カア博士 著, 森渓川 訳『遣されし人々』 (童話説教集 第4編)文書堂 1935年
- ヒュー・トーマス・カア 著, 森渓川 訳著 『暗黒支那の太陽 ハドソン・テイラー物語』生命の光社 1936年
- H.T.カー著, 西堂昇訳『プロテスタンティズムの明日』（基督教論叢 18）新教出版社 1954年6月
- ヒュー・カー 著, 木下順治 訳『教理の手引き』新教出版社 1958年
- カルヴィン著, ヒュー・カー編, 竹森満佐一訳『キリスト教綱要抄』新教出版社 1958年12月、復刊1984年10月、復刊（新教セミナーブック 3）1994年8月